# بام بيترز
بام بيترز (بالإنجليزية: Pam Peters)‏ هي لغوية أسترالية وبريطانية، ولدت في 28 مارس 1942 في هارو ‏ في المملكة المتحدة.